# Споменик патријарху Павлу
Споменик патријарху Павлу, дело уметника Зорана Малеша, висок је 180 cm, а с постаментом 220 cm. Изливен је у бронзи у ливници "Јанковић". Споменик је подигнут уз благослов Његове светости патријарха српског Иринеја, а овај подухват је са 50.000 евра финансирала „Атлас група”.
Смештен је на ободу Ташмајданског парка испред Цркве Светог Марка. Откривен је у подне 15. новембра 2018, на девету годишњицу патријархове смрти, у присуству градских челника и црквених великодостојника.

## Полемике
Још пре откривања, споменик је изазвао полемике око оријентације и изгледа саме скулптуре. Наиме, многи грађани сматрају да је неприкладно да споменик буде окренут ка кафићу англиканизираног имена „St Marks Place“, а односи се на Цркву Светог Марка, али и да је фигура најомиљенијег српског патријарха који је био на челу СПЦ од 1990. до 2009. године, неуобичајена због полуседећег изгледа и утиска недовршености. 
Аутор споменика, вајар Зоран Малеш, истиче да је споменик постављен тако да би што више пролазника видело целу скулптуру: 
| „ | Нисмо се водили тиме да ли гледа ка истоку или северу. Споменик је за земљу везан само предњим делом, а патријарх Павле је погнут и замишљен, тако да изгледа као да лебди. Такву скулптуру патријарха направио сам још раније у галеријском формату. Градским оцима се свидела када су је видели и желели су да направим баш такав споменик. Познато је да је патријарх био изузетно скроман човек. Моја првобитна идеја је била да споменик буде висок свега метар и по, али смо на крају одлучили да има 1,80 метара. Мислим да одише скромношћу и да је право оличење патријарха. | ” |

Социолог религије Драшко Ђеновић каже да није битно у ком смеру гледа споменик: 
| „ | То није црква, ни гроб, нити верски објекат богослужбеног карактера па да мора да гледа ка истоку. Већи је проблем то што је споменик на месту старог затрпаног гробља и то на граници некадашњег протестантског и католичког гробља. Споменику је било прикладније неко видљивије место у центру града. | ” |